# USS Advance (1847)
USS Advance – XIX-wieczna brygantyna, uczestnicząca w dwóch wyprawach arktycznych, w tym pierwszej zorganizowanej w Stanach Zjednoczonych.

## Historia
„Advance” zbudowany został jako statek handlowy w 1847 roku w stoczni w New Kent, w Wirginii. Zakupiony został przez nowojorskiego kupca Henry'ego Grinnella i użyczony US Navy, by wziąć udział w wyprawie, mającej na celu odnalezienie zaginionych okrętów HMS „Erebus” i HMS „Terror”, które wyruszyły do Arktyki pod dowództwem admirała Johna Franklina (tzw. zaginiona wyprawa Franklina).

### Pierwsza wyprawa arktyczna
USS „Advance”, dowodzony przez porucznika Edwina J. De Havena, wyruszył wraz z USS „Rescue” z Nowego Jorku 23 maja 1850 roku w kierunku Cieśniny Davisa i Morza Baffina. Po przepłynięciu Cieśniny Lancastera wyprawa dotarła 25 sierpnia do wyspy Devon, odkrywając pozostałości po obozowisku, natykając się również na kilka brytyjskich jednostek biorących udział w poszukiwaniach. We wrześniu okręty utkwiły otoczone przez pak lodowy, wraz z którym zmuszone były dryfować wzdłuż Kanału Wellingtona, docierając do półwyspu na północno-zachodnim krańcu wyspy Devon, nadając mu nazwę Grinnell na cześć sponsora wyprawy. Okręty uwolniły się z pokrywy lodowej w czerwcu 1851 roku, która do tego czasu skierowała je w przeciwnym kierunku przez Cieśninę Lancastera na Morze Baffina, skąd udały się w drogę powrotną.

### Druga wyprawa arktyczna

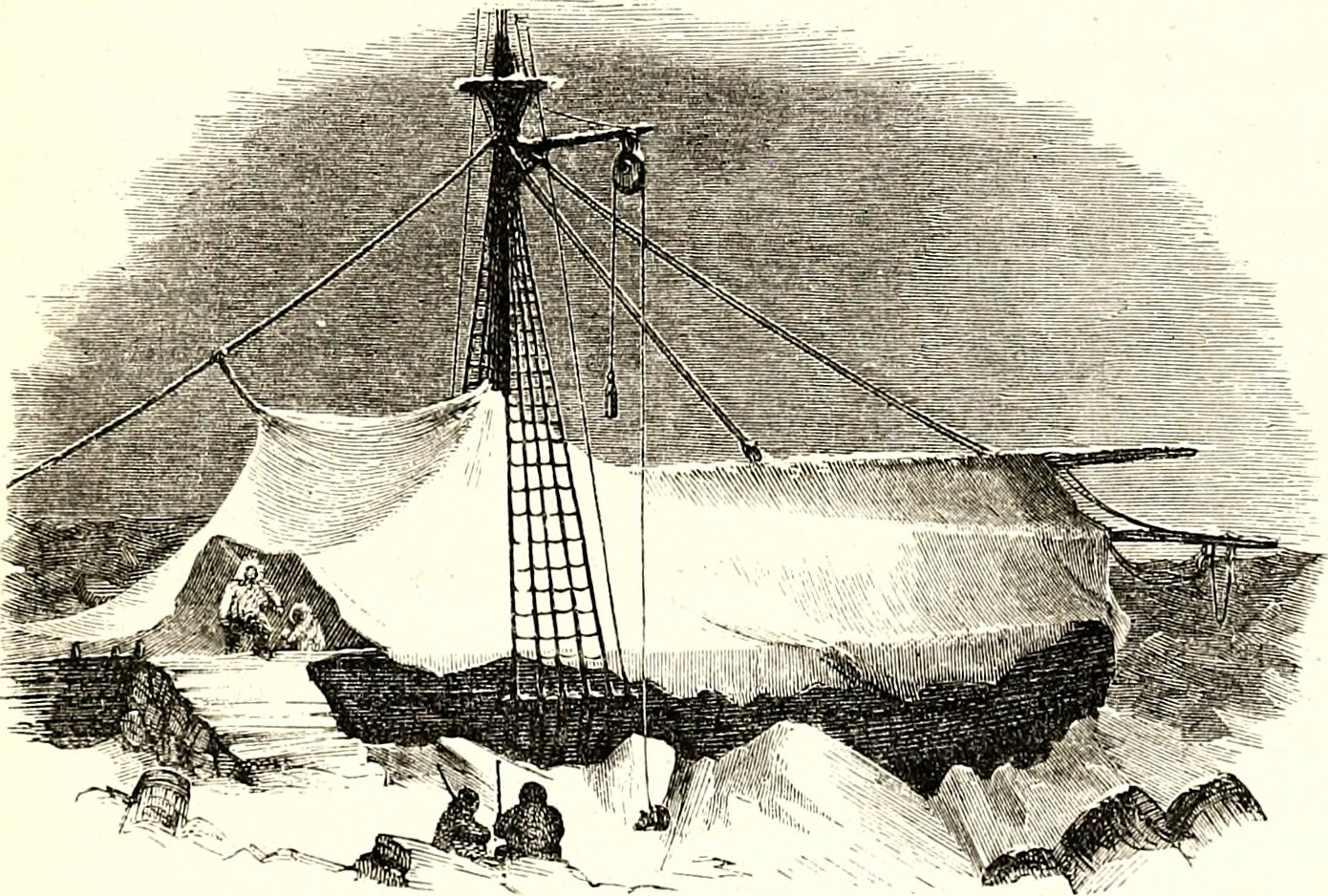
USS „Advance” podczas drugiej zimy w Arktyce (1854/1855)

Wkrótce po przybyciu okrętów do Nowego Jorku, rozpoczęto przygotowania do kolejnej wyprawy, które trwały około dwudziestu miesięcy. W 1853 roku USS „Advance” pod dowództwem Elishy Kane'a, weterana pierwszej wyprawy, wyruszył samotnie w kierunku Morza Baffina. Po przedostaniu się przez Cieśninę Smitha dotarł następnie do Basenu Kane'a i Lodowca Humboldta, tym samym docierając dalej na północ niż jakakolwiek dotychczasowa ekspedycja europejska. Załoga zimującego u wybrzeży Grenlandii okrętu cierpiała na skutek szkorbutu, straciła także większość psów zaprzęgowych. W marcu 1854 roku dwóch członków załogi zginęło podejmując próbę założenia posterunku, mającego ułatwić eksplorację w głąb lądu. Okręt pozostawał uwięziony w lodzie, w związku z czym część załogi, osiem osób, postanowiło opuścić jednostkę i dostać się drogą lądową do Upernaviku. Wyprawa nie powiodła się, ale, głównie dzięki pomocy Inuitów, grupie udało się powrócić na okręt, który zmuszony był do przeczekania kolejnej zimy w Arktyce. 17 maja 1855 roku pozostali przy życiu opuścili statek, zabierając ze sobą trzy łodzie oraz zapasy, i udali się pieszo na południe. Po blisko miesięcznej podróży i przebyciu około 130 km dotarli do otwartego morza, skąd skierowali się do Upernaviku, docierając tam 6 sierpnia. W październiku grupa była z powrotem w Nowym Jorku.